# Корчагин, Валерий Николаевич
Вале́рий Никола́евич Корча́гин (род. 19 декабря 1969) — российский художник.

## Биография
Окончил факультет искусствоведения и культурологии Уральского государственного университета (1999). В 2001 году окончил факультет повышения квалификации Уральской государственной архитектурно-художественной академии, отделение дизайна интерьера.
Работает в жанрах графики, инсталляции, бук-арта. С 2010 года участник Международного объединения «Книга Художника». Автор публикаций в периодических изданиях по современному искусству. Член Творческого союза художников России, секция «Новейшие течения».
Один из участников крупного группового проекта в формате livre d’artiste — «Город как субъективность художника», для которого создал свою композицию «Художник в большом городе» (2019).
С 2015 по 2018 год возглавлял мастерскую книжного дизайна и графики в Государственном центре современного искусства (Москва). Руководитель мастерской «Книга художника» в Государственном центре современного искусства.

## Музейные собрания

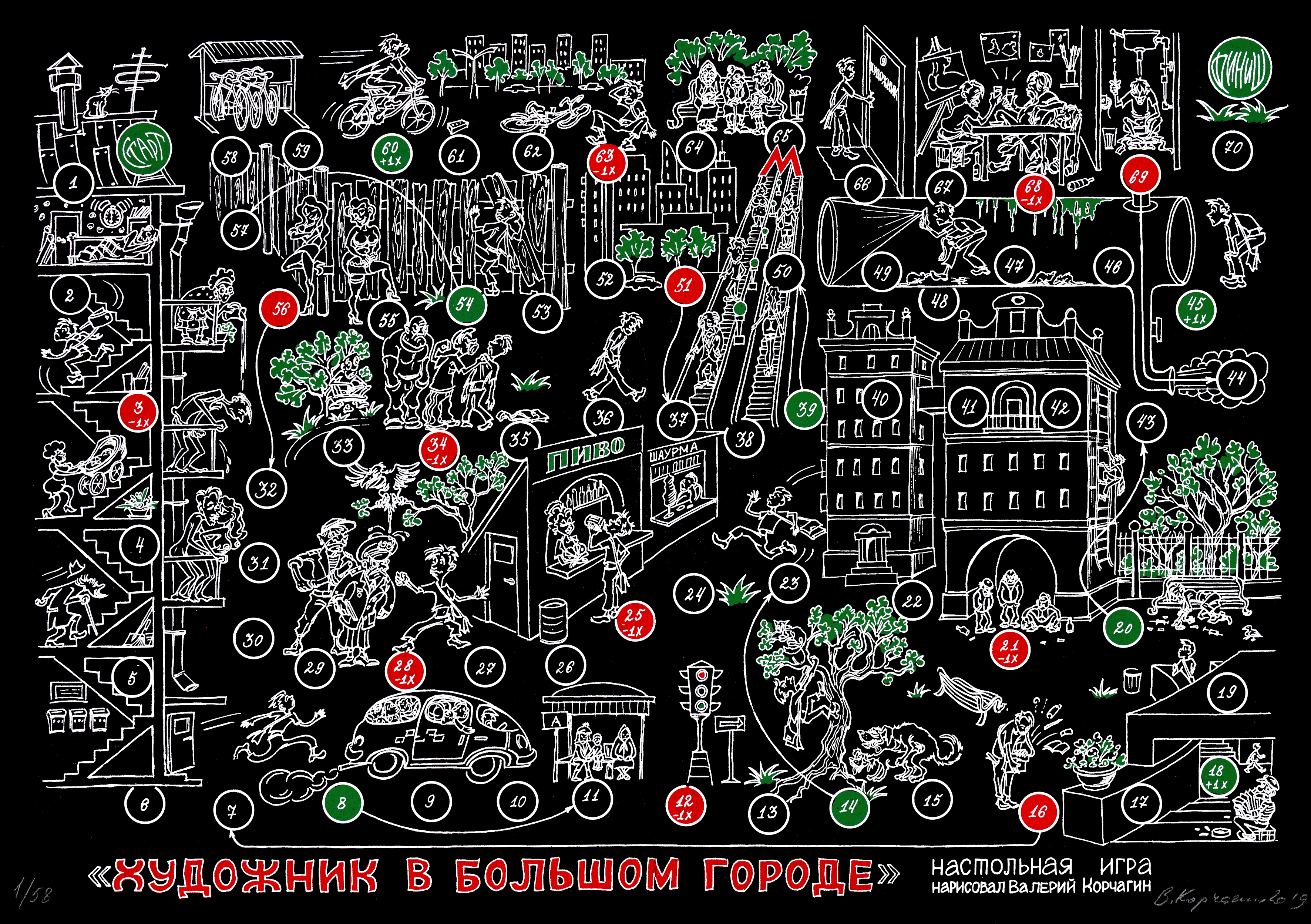
Художник в большом городе (для проекта Город как субъективность художника). 2019, 420×594 мм, чёрная бумага, шелкография в три цвета

- Эрмитаж. Научная библиотека, Сектор редких книг и рукописей (Санкт-Петербург);
- Государственный Русский музей. Отдел гравюры XX-XXI веков (Санкт-Петербург);
- ГМИИ им. Пушкина. Научная библиотека, Сектор редких книг (Москва);
- Музей современного искусства «Гараж». Коллекция книги художника. (Москва).
- Государственный центр современного искусства (Москва);
- Российская государственная библиотека (Москва);
- Российская государственная библиотека искусств (Москва);
- Государственный музей В. В. Маяковского. (Москва);
- Государственный литературный музей (Мск.);
- Екатеринбургский музей изобразительных искусств;
- Красноярский музейный центр;
- Тульский историко-архитектурный музей;
- Государственный музей-заповедник М.Ю. Лермонтова (Пятигорск);
- Музей ван Аббе. LS (Альберт Лемменс & Серж Стоммелс) коллекция русской Книги художника Эйндховен (Нидерланды);
- Британская библиотека (Лондон. Англия);
- Национальная библиотека Ирландии (Дублин).
- Государственный центральный театральный музей им. А. А. Бахрушина
- Посольство Ирландии (Москва).
- Фонд AVC Charity (Москва)
- Музей AZ (Москва)
- В частных коллекциях России, Шотландии, Австралии, Ирландии, США.

## Персональные выставки
- 2021 — Libri Liberum. Бук-арт Валерия Корчагина. Галерея XXI века, Москва
- 2019— «Биномы. ±50», галерея Maxim Boxer, Москва
- 2018 — Libri Liberum. Бук-арт Валерия Корчагина. Балтийский филиал Государственного центра современного искусства (Калининград)
- 2018 — «W. B. Yeats» в рамках литературного фестиваля Bloomsday, Культурный центр ЗИЛ, Москва
- 2018 — «Вторжение», Зверевский центр современного искусства, в рамках Международного фестиваля Irish Week 2018, Москва
- 2018 — «Конец света», Библиотека им. А. П. Чехова, Москва
- 2017 — «Летаргия», Творческая студия «Галерея Гнездо», в рамках Параллельной программы VII Международной биеннале современного искусства, Москва
- 2017 — «Шерсть и картофель», Творческая студия «Галерея Гнездо», Москва
- 2016 — «Ultima в Туле», Центральный дом художника, Москва
- 2016 — «История геологоразведочной экспедиции 67/67», Государственный институт искусствознания[5], Москва
- 2016 — Выставка-презентация проекта «W. B. Yeats», Государственный литературный музей[6], Москва
- 2004 — «Парнографии», Екатеринбург
- 2001 — «Побочный эффект», Екатеринбург
- 2000 — «INVISIBLE PEOPLE», Ноябрьск

## Групповые проекты
- 2021 — Fyodor Dostoevsky. Artist’s Book. Photography Center of Thessaloniki. Греция.
- 2021 — «[ГИПЕР]ТЕКСТ», Российская государственная библиотека искусств, Москва
- 2020 — «Город как субъективность художника», Государственный музей городской скульптуры, Санкт-Петербург
- 2019 — "Для них и для себя", Российская государственная библиотека искусств, Москва. В рамках параллельного события 8-й Московской международной биеннале современного искусства
- 2019 — "Зданевич: здесь и сейчас", Московский музей современного искусства
- 2019 — "Жёлтый звук", Государственный музей-заповедник "Царицыно", Москва. В рамках параллельного события 8-й Московской международной биеннале современного искусства
- 2019 — "Берега", галерея "Открытый клуб", Москва
- 2019 — "Буквари и буквы", Государственный Эрмитаж, Санкт-Петербург
- 2019 — "Делаем ноги". ЦТИ Фабрика, Москва
- 2019 — "Отцы и дети". "Новое крыло дома Гоголя", Москва
- 2018-2019 — Русский букварь. Галерея на Каширке, Москва; ГМИИ им. А.С. Пушкина в рамках акции "Библио ночь", Москва; Государственный Тульский художественный музей; Национальная художественная галерея "Хазинэ", Казань
- 2018 — Крым - Моделирование утопии. Центр РАМА (Севастополь)
- 2018 — "Частная жизнь радиочастот", Центральный музей связи им. А. С. Попова, Санкт-Петербург
- 2017 — «Искусство отражать», Российская государственная библиотека искусств, Москва
- 2016 — «Шелковый путь», Государственный центр современного искусства в составе РОСИЗО, Москва
- 2016 — «Новая малахитовая шкатулка», Уральский филиал Государственного центра современного искусства, Екатеринбург
- 2016 — «Знаки памяти», Российская государственная библиотека искусств, при поддержке Крокин Галереи и Посольства Ирландии, Москва
- 2016 — «Livres d'artiste contemporains», Galerie Librarie Paradigme, Марсель, Франция
- 2016 — «Картины мира», ГЦСИ, Нижний Новгород
- 2016 — «Странник Гумилёв», Библиотека  искусств им. А. П. Боголюбова, Москва; Библиотека книжной графики, Санкт-Петербург
- 2016 — «Книжное пламя/Book Fire», Библиотека  искусств им. А. П. Боголюбова,  Москва
- 2015 — «Художник и книга. 2015». Московский Дом Художника на Кузнецком мосту, Москва
- 2015 — «Новый буквоскоп и совершенные картины мира», Зал редкой книги Ульяновской областной научной библиотеки имени В. И. Ленина, Ульяновск
- 2015 — Презентация проекта RadioBinomials в рамках параллельного события 6-й Московской биеннале современного искусства «Старая бумага». (Совместно с С. Сазер)
- 2015 — «Орфическая космогония».  РОСИЗО, Москва
- 2015 — «Литература. Художник. Библиотека». Российская государственная библиотека искусств, Москва
- 2015 — Выставка-посвящение «И жизнь прожил, и жив ишо. Трибьют Б. У. Кашкину». Екатеринбург (ГЦСИ), в рамках III Уральской биеннале современного искусства, Пермь (Музей советского наива).
- 2015 — Торжественная церемония передачи книги художника - "В. В. Маяковский. Небоскрёб в разрезе". Государственный музей В. В. Маяковского, Москва
- 2015 — «АртКозьма». Российская государственная библиотека искусств, Москва
- 2014 — «И вечность ничто перед ним». К 200-летию со дня рождения М. Ю. Лермонтова, Российская государственная библиотека искусств, Москва
- 2014 — Андеграунд. Земляное яблоко, МОСКООП, Москва.
- 2014 — Презентация русско-ирландского проекта "Биномы/Становление". Художники: В. Корчагин, А. Смит. Российская государственная библиотека искусств, Москва
- 2014 — 3-я Европейская международная биеннале бук-арта, Российская Государственная библиотека искусств, Москва
- 2014 — "Книга художника/Artist`s Book. Россия/United Kingdom", Государственный музей-заповедник "Царицыно", Москва
- 2014 — «Правдивая история жизни, смерти и воскресения аптекаря Крафта», Тульский историко-архитектурный музей, Дом Крафта, Тула
- 2014 — «Ниже Нижнего», передвижная выставка по городам Поволжья: Казань, Киров, Ижевск, Чебоксары, Саратов, Энгельс, Самара
- 2013 — 2-я Европейская биеннале бук-арта. Islip Art Museam, Нью-Йорк, США
- 2013 — «Урра! Урал!», 5-я Московская биеннале современного искусства, спецпроект, Уральский филиал государственного центра современного искусства (ГЦСИ), Екатеринбург
- 2013 — «Книга на острие современного искусства», 5-я Московская биеннале современного искусства, спецпроект, Российская государственная библиотека искусств, Международное Объединение "Книга художника", Москва
- 2013 — «Жизнь других», Уральский филиал государственного центра современного искусства (ГЦСИ), Екатеринбург
- 2013 — «Кино-фото-Людогусь», совместный проект ГЦСИ и Государственного музея В. В. Маяковского, Москва
- 2013 — «Бук-Арт Ботаника», Государственный Дарвиновский музей, Москва
- 2013 — «Первая книга», выставочный проект в Государственном музее-заповеднике «Царицыно», Москва
- 2013 — «Вино и сны искусства», Всероссийская государственная библиотека иностранной литературы имени М. И. Рудомино, Москва
- 2012 — «Традиции и поиск в Книге художника», Дом антикварной книги в Никитском, Москва
- 2012 — «Художник и Книга», к 80-летию Московского Союза Художников (МОСХ), Московский Дом Художника на Кузнецком мосту, Москва
- 2012 — «Дождю и ветру», «Открытое письмо», open-air  Книги художника, Парк искусств  МУЗЕОН, Москва
- 2012 — «Кочевой  музей современного искусства», Паблик-арт акция,  Москва
- 2012 — «ЖИЗНЬСКОНЦА», Музей «Тульский некрополь» и ГЦСИ (Москва) в сотрудничестве с Тульским музеем изобразительных искусств, Тула
- 2012 — «Музей Книга художника», Дом-музей Павла Кузнецова,Саратов
- 2012 — «Вдохновленные Велимиром – Хлебников и современное искусство», Выставочный зал Донской государственной публичной библиотеки, Ростов-на-Дону
- 2011 — «Бумажное время», Государственный центр современного искусства, Москва[7]
- 2011 — «Иллюзион», специальный проект в рамках 4-й Московской биеннале современного искусства, Арсенал, Приволжский филиал ГЦСИ, Нижний Новгород
- 2011 — «Музей Книга художника», галерея «Эрарта», Санкт-Петербург, ретроспективная выставка Российской книги художника
- 2011 — Первый Международный Фестиваль «Книжный Арсенал», Киев, Украина
- 2011 — «Хлебников и провинция», Государственный и природный заповедник им. Л. Н. Толстого «Ясная Поляна», выставочный зал Крапивенского отделения[8]
- 2011 — Четвёртый Московский фестиваль вольных издателей «Boo!фест», презентация авторской книги «ГРЭ-67/67», Дизайн-завод «Flacon», Москва
- 2010 — «Хлебников и визуальность», Государственный центр современного искусства, Москва[9]
- 2010 — «Ручная книга», Государственный историко-архитектурный, художественный и ландшафтный музей-заповедник «Царицыно», Москва[10]
- 2009 — Красноярская Ярмарка Книжной Культуры, Красноярск
- 2008, 2009 — «Non/fiction» 10-я, 11-я Международная ярмарка интеллектуальной литературы, Центральный дом художника, Москва
- 2008 — «Artist’s Book. Аккумуляция» Международный выставочный проект. Государственный выставочный зал «Галерея XXI века», Москва[11]
- 2007 — 2-я Московская Биеннале современного искусства, Трансроссийский партнерский художественный проект «9000 км», Московский Музей современного искусства на Петровке
- 2005 — «Художник и оружие», Центр современного искусства «М’АРС», Москва[12]
- 2004 — «Авторская книга поэта и художника. Между текстом и образом», ГЦСИ, Москва
- 2003, 2004 — «Арт-Клязьма», фестиваль современного искусства, Москва
- 2003 — V Красноярская музейная биеннале, Красноярск
- 1998 — «Миро в Сибири» международный проект, Страсбург-Сургут-Красноярск

## Награды
- 2011 — лауреат диплома I степени в номинации «Книга художника» конкурса Ассоциации книгоиздателей России «Искусство книги. Традиции и поиск. 2011»[13].
- 2016 — дипломант в номинации «Книга художника» Всероссийского конкурса «Образ книги» Федерального агентства по печати и массовым коммуникациям.
- 2024, 2018 — лауреат в номинации «Книга художника» Всероссийского конкурса «Образ книги» Федерального агентства по печати и массовым коммуникациям.